# Velma (Fernsehserie)
Velma ist eine US-amerikanische Zeichentrickserie, die auf der Figur Velma Dinkley aus der Scooby-Doo-Reihe basiert.

## Handlung
Die Serie dient Mystery Inc. als alternative Universums-Entstehungsgeschichte, die als „Liebesviereck“ zwischen ihnen angelegt ist. Im Mittelpunkt steht Velma Dinkley, die versucht, das Rätsel um das Verschwinden ihrer Mutter und die Morde an ortsansässigen Mädchen im Teenageralter zu lösen.

## Produktion
Entwickelt und kreiert von Charlie Grandy für HBO Max, spielt die ausführende Produzentin Mindy Kaling die Stimme der Titelfigur, in den Nebenrollen sind Sam Richardson, Constance Wu und Glenn Howerton zu sehen. Grandy fungiert auch als Showrunner der Serie. Sie dreht sich um Velma Dinkley und die anderen menschlichen Mitglieder von Mystery Inc. vor ihrer offiziellen Gründung und ist damit die erste Fernsehserie im Franchise, in der die Figur Scooby-Doo nicht vorkommt.

## Veröffentlichung
Die Serie wurde am 12. Januar 2023 uraufgeführt. Beim Annecy Festival 2023 wurde bekannt gegeben, dass eine zweite Staffel in Erwartung einer Veröffentlichung im Jahr 2024 produziert wird.

## Synchronisation
| Rolle           | Originalsprecher |
| --------------- | ---------------- |
| Velma Dinkley   | Mindy Kaling     |
| Fred Jones      | Glenn Howerton   |
| Norville Rogers | Sam Richardson   |
| Daphne Blake    | Constance Wu     |
| Aman Dinkley    | Russell Peters   |
| Sophie          | Melissa Fumero   |

## Episodenliste
| Nr. (ges.) | Nr. (St.) | Deutscher Titel | Originaltitel                                   | Erstausstrahlung USA |
| ---------- | --------- | --------------- | ----------------------------------------------- | -------------------- |
| 1          | 1         | –               | Velma                                           | 12. Jan. 2023        |
| 2          | 2         | –               | The Candy (Wo)man                               | 12. Jan. 2023        |
| 3          | 3         | –               | Velma Kai                                       | 19. Jan. 2023        |
| 4          | 4         | –               | Velma Makes a List                              | 19. Jan. 2023        |
| 5          | 5         | –               | Marching Band Sleepover                         | 26. Jan. 2023        |
| 6          | 6         | –               | The Sins of the Fathers and Some of the Mothers | 26. Jan. 2023        |
| 7          | 7         | –               | Fog Fest                                        | 2. Feb. 2023         |
| 8          | 8         | –               | A Velma in the Woods                            | 2. Feb. 2023         |
| 9          | 9         | –               | Family (Wo)man                                  | 9. Feb. 2023         |
| 10         | 10        | –               | The Brains of the Operation                     | 9. Feb. 2023         |

## Rezeption
Die Serie erhielt gemischte Kritiken von Kritikern, die die Sprachausgabe und Animation lobten, sich jedoch hinsichtlich des Humors uneinig waren und das Meta-Storytelling, die Charakterisierung, das Schreiben und die Abweichungen vom Scooby-Doo-Mythos kritisierten. Der Publikumsempfang war überwiegend negativ.